# フレデリック・コンスタント

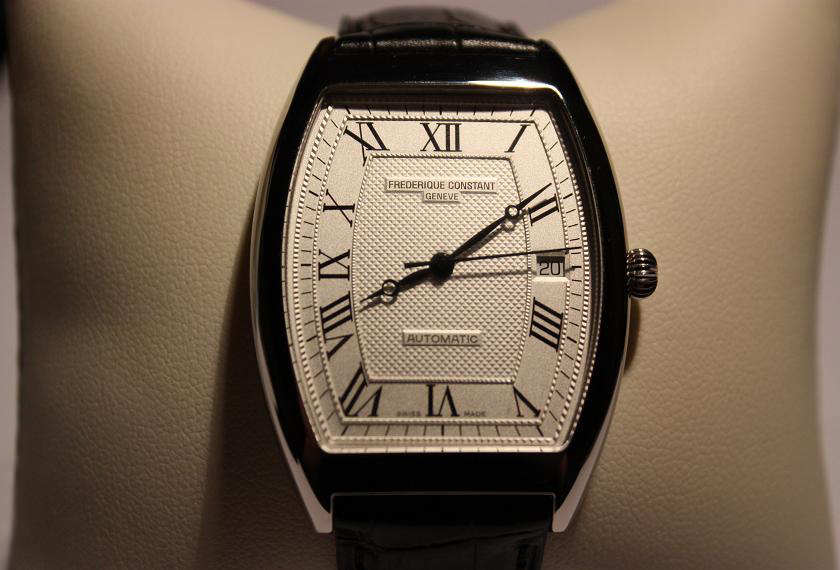
フレデリック・コンスタントの「クラシック・アールデコ」モデル（画像のものは自動巻きだが、現在ではクオーツに移行している）

フレデリック・コンスタント（Frederique Constant）は、スイスジュネーヴ郊外のプラレワット（Plan-les-Ouates）に本社を置くシチズン傘下の高級時計メーカーである。
"Live Your Passion!"（「情熱をもって!」）というキャッチフレーズを掲げている。

## 歴史
- 創業者ピーター・スタースの曽祖父、コンスタント・スタース（Constant Stas）が1904年に始めた時計の文字盤工房が前身。
- 1988年 - ピーター・スタースとその妻アレッタ・バックスにより創業。
- 1994年 - 時計のムーブメントの心臓部である『テンプ』の動きが観察できる小窓を設けた『ハートビート』を発表する。ただし商標登録を怠った結果、他社に模倣されてしまった。
- 2000年 - プログレス社から発表されたトゥールビヨンのムーブメントを搭載した時計を発表。
- 2002年 - 休眠状態だったスイスの時計メーカーアルピナを買収、傘下に置く[2]。同社の時計は現在もフレデリック・コンスタント社内で製造されている。
- 2004年 - 完全自社製のムーブメントを開発し、マニュファクチュールとなる[3]。同年からオースティン・ヒーリーのスポンサーとなる[4]。
- 2007年 - シリシウム製のガンギ車を採用してメンテナンス性を大幅に向上させたムーブメントを開発。
- 2008年 - シリシウム製のガンギ車を用いた完全自社製のトゥールビヨン搭載腕時計「マニュファクチュール トゥールビヨン」（188本限定）を発表[5]。
- 2015年 - MotionXを採用したスマートウォッチ「オルロジカル スマートウォッチ」を発表、スイス時計界で初めて発売に踏み切った[6]。アルピナも同時にMotionXを搭載したスマートウォッチを発表している。
- 2016年 - シチズン時計株式会社が、フレデリック・コンスタント（Frederique Constant Holding SA）社の株式を100%取得する株式譲渡契約を締結。傘下に収めたことを発表した。

## 製品
- HEART BEAT MANUFACTURE
- MAXIME
- CLASSICS
- INDEX/HEALEY/RUNABOUT
- ART'DECO
- CARREE
- PERSUASION
- HIGHLIFE
- LADIES

## その他
- ブランド名はピーター・スタースの曽祖父母、コンスタント・スタースとフレデリック・シュレイナーの名前から、また、ブランドの紋章はスタース家の家紋を元に作られた。
- 『ごく限られた一部の時計愛好家だけでなく、高品質の時計をより多くの方々に楽しんでいただくこと』を哲学とし、コストパフォーマンスを追求しているのが特徴。また、ギョシェ、ブルー針などのクラシックなデザインをほとんどの商品に用いている。
- 日本国内では1999年から、シチズン傘下になる2017年まで、GMインターナショナルが日本総代理店となって販売していた[7]。